# Вовк і теля (мультфільм)
«Вовк і теля» (рос. «Волк и телёнок») — радянський ляльковий мультфільм, створений у 1984 році режисером-мультиплікатором Михайлом Кам'янецьким.

## Сюжет
Одного разу Вовк вкрав новонародженого Теляту і приніс його додому, щоб з'їсти, однак пожалів нетяму і вирішив його поки не їсти, а почекати, поки той виросте. Так, Вовк прив'язується до Телятка, піклується про нього, годує молоком, співає колискові, читає книжки. Заради Телятка, Вовк наводить чистоту — «дітки — вони в багнюці рости не можуть». А Кабана, який суне Теляті сигарету, Вовк буквально жене ганчіркою.
Поступово, Вовк і Теля настільки звикли один до одного, що стали жити як батько й син. Але колишні дружки Вовка — Ведмідь, Кабан та Лисиця — у що б то не стало хочуть вкрасти у нього Телятка і з'їсти, чого б їм це не коштувало, хоча Ведмідь намагався було відмовити їх. Спочатку Вовк їм натякав на те, що його вихованець занадто маленький, а пізніше їх прогнав з двору сам виріс і зміцнів Теля… вірніше, вже не Теля, а справжній Бугай.

## Знімальна група
- Режисер — Михайло Кам'янецький;
- Сценарист — Михайло Ліпскеров;
- Композитор — Ігор Космачов;
- Художник-постановник — Ірина Костріна;
- Художники-мультиплікатори:
  - В'ячеслав Шилобрєєв;
  - Сергій Оліфіренко;
  - Олена Гагаріна;
- Ляльки та декорації виготовили:
  - Павло Гусєв;
  - Олег Масаинов;
  - Семен Етліс;
  - Михайло Колтунов;
  - Валерій Петров;
  - Олександр Горбачов;
  - Марина Чеснокова;
  - Ніна Молєва;
  - Наталія Грінберг;
  - Володимир Маслов;
  - Олександр Максимов;
  - Людмила Рубан;
  - Ліліанна Лютинська;
  - Олександр Бєляєв;
  - Валентин Ладигін;
- Оператор — Юрій Кам'янецький;
- Звукооператор — Володимир Кутузов;
- Редактор — Наталя Абрамова;
- Монтажер — Галини Філатової;
- Директор — Григорій Хмара.

## Ролі озвучували
- Ольга Громова — Лисиця, маленьке Теля;
- Олег Табаков — Вовк;
- Володимир Винокур — Ведмідь, підросле Теля та Бик;
- Всеволод Ларіонов — Кабан.

## Нагороди
- «Вовк і теля» був нагороджений на фестивалях:
  - 1-й приз «Срібний слон» на МКФ в Бангалорі, Індія, 1985,
  - 1-й приз МФАК в Загребі, Югославія, 1986;
  - 1-й приз МКФ у Буенос-Айресі, Аргентина, 1987.[1]
  - Диплом на VII МКФ дитячих і юнацьких фільмів в Томаре (Португалія)[2].

## DVD
- Мультфільм випускався на DVD у збірнику мультфільмів «Masters of Russian Animation Volume 3». Мультфільми на диску: «Казка казок» (1979), «Полювання» (1979), «Останнє полювання» (1982), «Жив-був пес» (1982), «Подорож мурашки» (1983), «Лев і бик» (1983), «Вовк і теля» (1984), «Балаган» (1981), «Стара драбина» (1985), «Королівський бутерброд» (1985), «Про Сидорова Вову» (1985).[3]
- 10 листопада 2009 року відбувся реліз мультфільму на DVD, який був підготовлений компанією «Крупний план». При запису була використана цифрова реставрація зображення і звуку. Крім нього, на диску також містилися й інші мультфільми: «Різні колеса», «Хочу битися!», «Чуня», «Терем-теремок», «А що ти вмієш?», «Пропав Петя-півник», «Пряник».
- Звук — Російська Dolby Digital 5.1, Російська Dolby Digital 1.0 Mono;
- Регіональний код — 0 (All);
- Зображення — Standart 4:3 (1,33:1);
- Колір — PAL;
- Упаковка — Колекційне видання;
- Дистриб'ютор — Крупний План.